# Songo Mnara
Songo Mnara là một tàn tích của thị trấn đá nằm bên bờ biển Swahili thuộc miền nam Tanzania. Nó từng là một khu định cư từ thế kỷ 14 đến 16. Songo Mnara cùng với thị trấn đá Kilwa Kisiwani gần đó đã được UNESCO công nhận là Di sản thế giới. Tổng cộng các nhà khảo cổ đã khám phá ra sáu nhà thờ Hồi giáo, bốn nghĩa trang, khoảng hai muơi khối nhà và ba không gian mở trên đảo. Những công trình ở đây được xây dựng từ đá san hô thô và vữa khiến nó trở thành một trong số những thị trấn thương cảng nổi tiếng nhất bên bờ Ấn Độ Dương.